# مارسيل روزير
مارسيل روزير (بالفرنسية: Marcel Rozier)‏ هو لاعب فروسية استعراضية ‏ فرنسي، ولد في 22 مارس 1936 في سان-أيتيان-سور-شالارون في فرنسا.

## وصلات خارجية
- مارسيل روزير على موقع أوليمبيديا (الإنجليزية)